# Jimmy Kinnon
James P. Kinnon (* 5. April 1911 in Paisley (Schottland); † 9. Juli 1985 in Los Angeles) – besser bekannt als Jimmy Kinnon oder Jimmy K – war der US-amerikanische Gründer von Narcotics Anonymous (NA), einer internationalen Gemeinschaft genesender Drogensüchtiger. Wegen des Grundsatzes der Mitglieder von Narcotics Anonymous, in der Öffentlichkeit anonym zu bleiben, wurde er zu seinen Lebzeiten meist als "Jimmy K" bezeichnet. Offenbar hat er sich selbst nie als den Gründer von NA bezeichnet, obgleich der Stand der Forschung diese Rolle eindeutig belegt.
Im Unterschied zu vielen anderen (meist kurzlebigen) Versuchen, Selbsthilfegruppen für Drogensüchtige ins Leben zu rufen, gründete sich Narcotics Anonymous von Anfang an nicht nur auf die Zwölf Schritte, sondern auch auf die Zwölf Traditionen. Diese wurden von den Anonymen Alkoholikern (AA) verfasst und von Narcotics Anonymous mit wenigen Änderungen übernommen. Es gibt zwar keine offizielle Biographie Jimmy Kinnons, dennoch sind in bestimmtem Umfang Angaben im Internet und in Büchern über Kinnon zu finden (siehe nachstehende Links und Quellenangaben).

## Leben
Kinnon wurde am 5. April 1911 in Paisley, Schottland, geboren. Noch als Kind wanderte er am 8. August 1923 mit seiner Familie auf Ellis Island, New York, in die USA ein. Er lebte zunächst in Pennsylvania, später in Kalifornien (Sun Valley, ein Stadtteil von Los Angeles). Kinnon arbeitete als Dachdecker und litt unter seiner Drogensucht, bis er dank des Zwölf-Schritte-Programms der Anonymen Alkoholiker am 2. Februar 1950 dauerhafte und vollständige Abstinenz von allen Drogen erreichte.
Zusammen mit einigen anderen Drogensüchtigen, die sich bei AA kennengelernt hatten, veranstaltete Kinnon unabhängig von AA ab dem 17. August 1953 eine Serie von Treffen Drogensüchtiger, die abstinent leben wollten. Das erste dokumentierte Selbsthilfetreffen (auch als Meeting bezeichnet) von Narcotics Anonymous fand am 5. Oktober 1953 in Los Angeles, Kalifornien, statt.

## Narcotics Anonymous
Die Mitglieder von Narcotics Anonymous veranstalten heute jede Woche in über 130 Ländern mehr als 63.000 so genannte Meetings. Das erste regelmäßig stattfindende Meeting von Narcotics Anonymous in Deutschland wurde 1978 in Frankfurt am Main gegründet. Heute finden in Deutschland, Österreich und der Schweiz jede Woche über 250 solcher Meetings statt.
Für die Geschichte von Narcotics Anonymous ist Kinnon aus mehreren Gründen eine Schlüsselfigur. Er verfasste unter anderem mehrere Abschnitte des Kleinen Weißen Büchleins (1962), das als Vorlage für den 1983 veröffentlichten Grundlagentext von NA mit dem Titel Narcotics Anonymous diente. Dieses Buch enthält auch Kinnons anonyme Autobiographie mit dem Titel Wir genesen. Kinnon entwarf außerdem das Logo von Narcotics Anonymous und war seit Gründung des World Service Office (Weltdienstbüro) von Narcotics Anonymous bis 1983 dessen ehrenamtlicher Leiter.
Kinnon verbrachte die letzten 35 Jahre seines Lebens als "cleanes" (abstinentes) Mitglied von Narcotics Anonymous und starb am 9. Juli 1985 in Los Angeles. Trotz aller Schwierigkeiten der Gründerjahre war sein visionärer Traum einer weltweiten autonomen Gemeinschaft genesender Drogensüchtiger Wirklichkeit geworden.

„Falls ich jemals eine Grabinschrift haben sollte [...] sollte sie ungefähr so lauten: Wir haben nur eine Saat gelegt und uns darum bemüht und darum gerungen, dass wir und andere leben können – in Frieden, in Freiheit und in Liebe.“